# Oficial de la escudilla del rey
El oficial de la escudilla del rey era un funcionario de la Casa Real de Castilla de categoría inferior, como señaló Jaime de Salazar y Acha, a los reposteros y coperos mayores del rey, y conviene señalar que la escudilla era un recipiente destinado a contener el «potaje o sopa» que comería el soberano.

## Historia
Según Salazar y Acha, este oficio cortesano no fue mencionado ni en los ordenamientos de los monarcas Alfonso X y Alfonso XI, ni tampoco en la extensa obra del célebre escritor y magnate Don Juan Manuel, que era hijo del infante Manuel de Castilla y nieto de Fernando III. Y según dicho autor, la primera vez que se mencionó a este oficial en la documentación oficial fue en 1350, y más concretamente en el primer año del reinado de Pedro I de Castilla, que subió al trono tras la muerte de Alfonso XI, ocurrida en marzo de ese mismo año mientras asediaba Gibraltar.
Además, a mediados del siglo XIV el oficio no era desempeñado por ricoshombres, como subrayó Salazar y Acha, sino por miembros de la alta nobleza, y el mismo historiador afirma que debió ser suprimido a finales de ese mismo siglo y que desde entonces sus funciones serían desempeñadas posiblemente por los maestresalas del rey, que precisamente aparecieron en esa época.

## Oficiales de la escudilla del rey

### Reinado de Alfonso XI de Castilla (1312-1350)
- (1350) Garcilaso II de la Vega.[5] Era hijo de Garcilaso I de la Vega y de Juana de Castañeda, y fue señor de la Casa de la Vega, adelantado mayor de Castilla, justicia mayor de la Casa del rey y merino mayor de Castilla.[6]

### Reinado de Pedro I de Castilla (1350-1369)

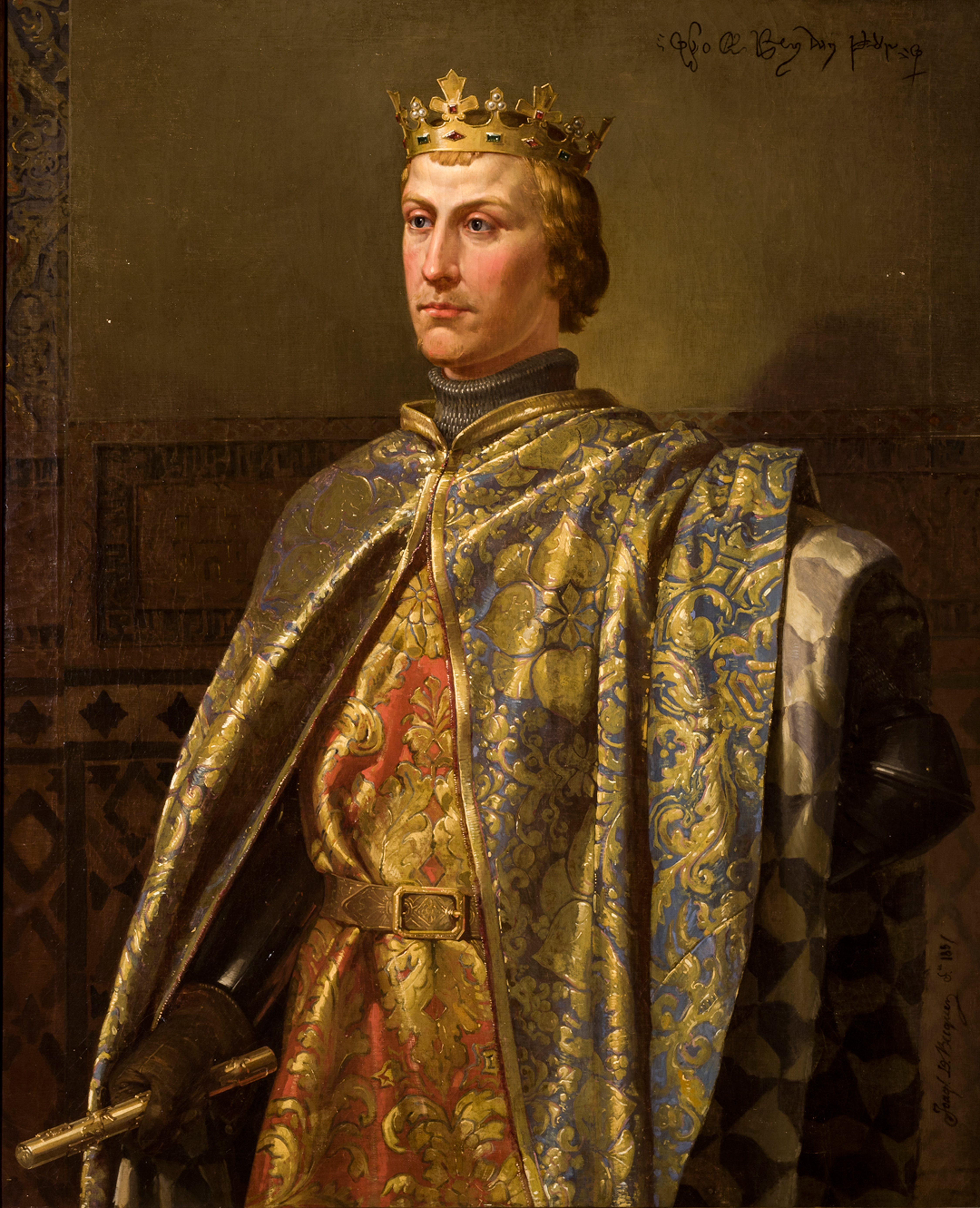
Retrato imaginario del rey Pedro I de Castilla. Joaquín Domínguez Bécquer. (Ayuntamiento de Sevilla).

- (1350-1353) Fernán Pérez Portocarrero.[5] Fue señor de Pinto, adelantado mayor de Castilla,[6] guarda mayor del rey Pedro I de Castilla,[7] y oficial de la escudilla del rey, y era hijo de Martín Fernández Portocarrero y de Inés Pardo.[8]
- (1353) Gutierre Gómez de Toledo. A lo largo de su vida llegó a ser maestre de la Orden de Alcántara,[9] prior de la Orden de San Juan en el reino de Castilla,[10] adelantado mayor del reino de Murcia,[8] mayordomo mayor del infante Fernando, señor de Haro e hijo de Pedro I,[11] comendador de Montalbán en la Orden de Santiago, señor de las villas de Móstoles y Malpica[12] y oficial de la escudilla del rey Pedro I,[8] de quien fue uno de sus más íntimos colaboradores[13] junto con sus hermanos Diego Gómez de Toledo, que fue alcalde mayor y notario mayor del reino de Toledo[14] y guarda mayor del rey,[15] y Suero Gómez de Toledo,[14] que llegó a ser arzobispo de Santiago de Compostela y capellán mayor del rey[16] y murió asesinado por orden de Pedro I en 1366.[17][18]
- (1353) Pedro González de Mendoza. Fue un noble castellano de la Casa de Mendoza, y era hijo de Gonzalo Yáñez de Mendoza y de Juana de Orozco.[19] Fue señor de Hita y Buitrago, entre otras muchas villas, mayordomo mayor del rey Juan I de Castilla,[19] y adelantado mayor de Castilla.[20]

### Reinado de Juan I de Castilla (1379-1390)
- (1385) Juan Duque.[21] Fue un noble castellano, como señaló Francisco de Paula Cañas Gálvez,[22] y era hijo de Álvaro González Duque, noble asturiano, y de Urraca López.[21] Y conviene señalar que el rey Juan I de Castilla dispuso en el testamento que otorgó en 1385 que los oficiales de su propia Casa y Corte deberían componer, cuando él falleciera, la de su hijo y heredero del trono, el infante Enrique de Castilla, que a la muerte de su padre reinaría como Enrique III, por lo que Juan Duque fue nombrado en 1385 oficial de la escudilla del mencionado infante.[23]

### Reinado de Juan II de Castilla (1406-1454)
- (1445) Diego de Valera.[21] Era hijo del maestre Alonso Chirino, que fue médico del rey Juan II de Castilla y examinador de los físicos de la Corona de Castilla. Contrajo matrimonio con María de Valencia, con quien tuvo descendencia.[24]